# Śniardewno
Śniardewno (deutsch Forsthaus Spirding) ist eine kleine Siedlung in der polnischen Woiwodschaft Ermland-Masuren und gehört zur Stadt- und Landgemeinde Mikołajki (Nikolaiken) im Powiat Mrągowski (Kreis Sensburg).

## Geographische Lage
Śniardewno liegt am Westufer des Nikolaiker Sees (polnisch Jezioro Mikołajskie), 22 Kilometer südöstlich der Kreisstadt Mrągowo (deutsch Sensburg).

## Geschichte
Das Forsthaus Spirding wurde 1851 gegründet und gehörte zum Staatsforst Nikolaiken. Bis 1945 war der kleine Ort ein Wohnplatz in der Gemeinde Popiellnen (1928 bis 1945 Spirding (Dorf), polnisch Popielno) im Kreis Sensburg in der preußischen Provinz Ostpreußen.
Als 1945 in Kriegsfolge das gesamte südliche Ostpreußen an Polen kam, war auch die Siedlung Forsthaus Spirding betroffen. Der kleine Ort erhielt die polnische Namensform „Śniardewno“ und ist heute eine Ortschaft innerhalb der Stadt- und Landgemeinde Mikołajki (Nikolaiken) im Powiat Mrągowski (Kreis Sensburg), bis 1998 der Woiwodschaft Suwałki, seither der Woiwodschaft Ermland-Masuren zugehörig.

## Kirche
Bis 1945 war das Forsthaus Spirding in die evangelische Gemeinde Nikolaiken in der Kirchenprovinz Ostpreußen der Kirche der Altpreußischen Union sowie in die römisch-katholische St.-Adalbert-Pfarrei Sensburg im Bistum Ermland eingepfarrt. Heute gehört Śniardewno zur evangelischen bzw. zur katholischen Gemeinde in Mikołajki in der Diözese Masuren der Evangelisch-Augsburgischen Kirche in Polen bzw. im Bistum Ełk in der polnischen katholischen Kirche gelegen.

## Verkehr
Śniardewno ist sowohl von der Stadt Mikołajki als auch von Popielno (bis 1928 Popiellnen, 1928 bis 1945 Spirding (Dorf)) über eine Nebenstraße  zu erreichen. Eine Bahnanbindung besteht nicht.